# Okręg wyborczy Argyll
Okręg wyborczy Argyll powstał w 1708 r. i wysyłał do brytyjskiej Izby Gmin jednego deputowanego. Do 1950 r. okręg nosił nazwę Argyllshire. Obejmował swoim zasięgiem szkockie hrabstwo Argyll. Został zlikwidowany w 1983 r.

## Deputowani do brytyjskiej Izby Gmin z okręgu Argyll
- 1708–1736: James Campbell
- 1736–1742: Charles Campbell
- 1742–1747: James Stuart-Mackenzie
- 1747–1754: Duncan Campbell
- 1754–1764: Dugald Campbell
- 1764–1766: lord William Campbell
- 1766–1772: Robert Campbell
- 1772–1780: Adam Livingston
- 1780–1799: lord Frederick Campbell
- 1799–1822: lord John Campbell, wigowie
- 1822–1832: Walter Frederick Campbell
- 1832–1835: James Henry Callander
- 1835–1841: Walter Frederick Campbell
- 1841–1843: Alexander Cameron Campbell
- 1843–1851: Duncan McNeill
- 1851–1857: Archibald Islay Campbell
- 1857–1868: Alexander Struthers Finlay
- 1868–1878: John Campbell, markiz Lorne, Partia Liberalna
- 1878–1885: lord Colin Campbell
- 1885–1886: Donald Horne Macfarlane, Crofters' Party
- 1886–1892: John Malcolm, Partia Konserwatywna
- 1892–1895: Donald Horne Macfarlane
- 1895–1903: Donald Ninian Nicol
- 1903–1918: John Stirling Ainsworth
- 1918–1924: William Sutherland
- 1924–1940: Frederick Alexander Macquisten, Partia Konserwatywna
- 1940–1958: Duncan McCallum, Partia Konserwatywna
- 1958–1974: Michael Noble, Partia Konserwatywna
- 1974–1979: Iain MacCormick, Szkocka Partia Narodowa
- 1979–1983: John MacKay, Partia Konserwatywna